# Biblioteca Sir Robert Ho Tung

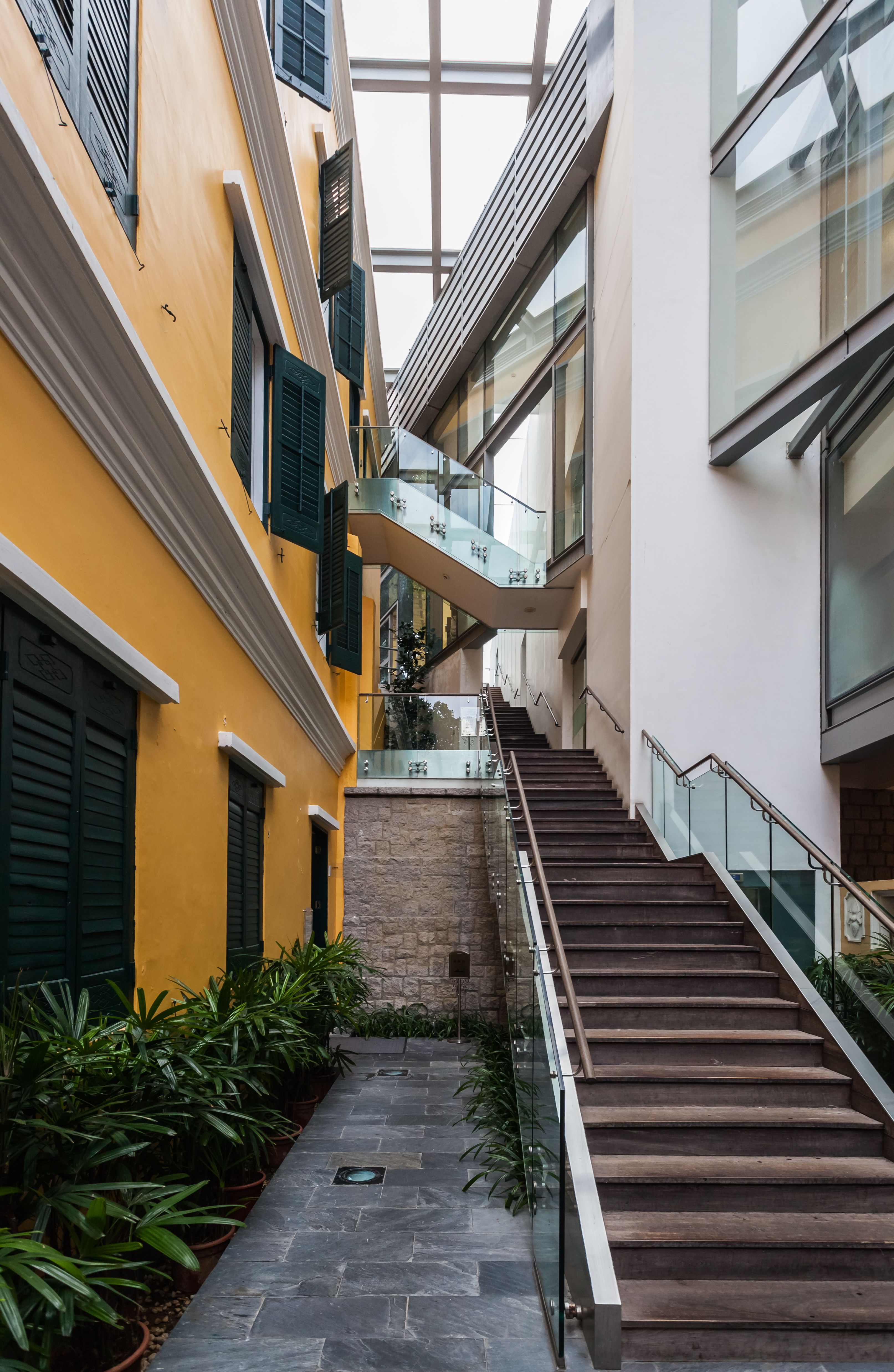
Biblioteca Sir Robert Ho Tung

A Biblioteca Sir Robert Ho Tung (em inglês:  Sir Robert Ho Tung Library; língua chinesa: 何東圖書館) é uma biblioteca pública na actual Região Administrativa Especial de Macau da República Popular da China. Localiza-se no Largo de Santo Agostinho, na Freguesia de S. Lourenço, na Península de Macau. Sendo um dos monumentos de Macau com um valor histórico, cultural e arquitectónico universal e excepcional, foi incluído no Centro Histórico de Macau, por sua vez incluído na Lista do Património Mundial da Humanidade da UNESCO.
Pertence à rede de bibliotecas públicas de Macau, administrada pela Biblioteca Central de Macau, entidade tutelada pelo Instituto Cultural do Governo da Região Administrativa Especial de Macau.

## História
O edifício que aloja a biblioteca foi construído antes de 1894 e pertencia a Carolina Cunha. Em 1918, foi comprado por Sir Robert Ho Tung, um importante empresário euroasiático chinês de Hong Kong e ascendente de Stanley Ho. Robert Ho viveu nesta mansão durante a ocupação japonesa de Hong Kong (1941-1945), na sequência da Segunda Guerra Mundial. Com a morte dele em 1955, este edifício foi doado para o Governo de Macau torná-lo numa biblioteca pública, de acordo com o seu testamento.
A Biblioteca Sir Robert Ho Tung foi oficialmente aberta em 1958 e possui um lindo jardim nas suas traseiras.